# Вілго Аарніаго
Ві́лго А́арніаго (фін. Vilho Aarniaho; *16 липня 1907, Гійтола) — фінський письменник.
Народжений в окупованій Росією, а згодом і Радянським Союзом Карелії — Вілго мав складну життєву долю, і саме в літературі він спробував абстрагуватися від тих лихих часів. Найвідомішим його твором став науково-фантастичний, дитячий роман «Venus-tähden muukalainen: Seikkailuja utopian mailla» (Oy Valistus, 1947)